# هانس روبرت رومر
هانس روبرت رومر (به آلمانی: Hans Robert Roemer) (متولد ۱۹۱۵- متوفی ۱۹۹۷) پژوهشگر آلمانی و استاد بازنشستهٔ دانشگاه فرایبورگ در رشتهٔ تاریخ اسلام است
رومر در سال ۱۹۱۵ م/ ۱۲۹۴ ش در تریر-زاربورگ به‌دنیا آمد و در بُن، برلین و گوتینگن به تحصیل پرداخت. در ۱۳۱۷ ش/ ۱۹۳۸ م، رسالهٔ دکتری‌اش را با عنوان «انحطاط ایران بعد از مرگ اسماعیل شقی» (۱۵۷۷–۱۵۸۱)، زیر نظر والتر هینتس در دانشگاه گوتینگن نوشت و در ۱۳۱۸ش/۱۹۳۹ آن را در شهر وورتسبورگ به چاپ رسانید.

## آثار
- مشارکت در نوشتن چند فصل از جلد پنجم تاریخ ایران کمبریج.
- اولریش هارمن، پیتر باخمن : جهان اسلام بین قرون وسطی و دوران مدرن. Festschrift برای هانس رابرت رومر در تولد 65 سالگی او. Wiesbaden 1979. کپی دیجیتال
- اریکا گلسن: به یاد هانس رومر: مقالات دانشگاه فرایبورگ شماره 137، 1997، صفحات 187-188 (نسخه دیجیتال).
- اریکا گلسن: به یاد هانس رومر: مجله انجمن شرق آلمان جلد 148، 1998، صفحات 1-6 (نسخه دیجیتال).
- اریکا گلسن: رومر، هانس : بیوگرافی آلمانی جدید (NDB). جلد 21، دانکر و هامبلوت، برلین 2003، ISBN 3-428-11202، ص 725 (نسخه دیجیتال).

- Ulrich Haarmann, Peter Bachmann (Hrsg.): Die islamische Welt zwischen Mittelalter und Neuzeit. Festschrift für Hans Robert Roemer zum 65. Geburtstag. Wiesbaden 1979. Digitalisat
- Erika Glassen: Hans Robert Roemer zum Gedenken. In: Freiburger Universitätsblätter Heft 137, 1997, S. 187–188 (Digitalisat).
- Erika Glassen: Hans Robert Roemer zum Gedenken. In: Zeitschrift der Deutschen Morgenländischen Gesellschaft  Band 148, 1998, S. 1–6 (Digitalisat).
- Erika Glassen: Roemer, Hans Robert. In: Neue Deutsche Biographie (NDB). Band 21. Duncker & Humblot, Berlin 2003, p. 725 f. (full text online) (آلمانی)